# Webberville
Webberville es una villa ubicada en el condado de Ingham en el estado estadounidense de Míchigan. En el Censo de 2010 tenía una población de 1272 habitantes y una densidad poblacional de 266,34 personas por km².

## Geografía
Webberville se encuentra ubicada en las coordenadas 42°39′48″N 84°10′34″O / 42.66333, -84.17611. Según la Oficina del Censo de los Estados Unidos, Webberville tiene una superficie total de 4.78 km², de la cual 4.74 km² corresponden a tierra firme y (0.65%) 0.03 km² es agua.

## Demografía
Según el censo de 2010, había 1272 personas residiendo en Webberville. La densidad de población era de 266,34 hab./km². De los 1272 habitantes, Webberville estaba compuesto por el 97.48% blancos, el 0.55% eran afroamericanos, el 0.16% eran amerindios, el 0.08% eran asiáticos, el 0% eran isleños del Pacífico, el 0.79% eran de otras razas y el 0.94% pertenecían a dos o más razas. Del total de la población el 2.67% eran hispanos o latinos de cualquier raza.